# Cvetke
Cvetke (cirill betűkkel Цветке), település Szerbiában, a Raškai körzet Kraljevoi községében.

## Népesség
- 1948-ban 1 494 lakosa volt.
- 1953-ban 1 470 lakosa volt.
- 1961-ben 1 324 lakosa volt.
- 1971-ben 1 208 lakosa volt.
- 1981-ben 1 243 lakosa volt.
- 1991-ben 1 169 lakosa volt.
- 2002-ben 1 070 lakosa volt,[1] akik közül 1 059 szerb (98,97%), 4 horvát, 1 jugoszláv, 1 magyar (0,09%), 1 montenegrói, 1 román és 3 ismeretlen.[2]